# 分布式操作系统
分布式操作系统（Distributed operating system），是一种软件，它是许多独立的，网络连接的，通讯的，并且物理上分离的计算节点的集合。每个节点包含全局总操作系统的一个特定的软件子集。每个软件子集是两个不同的服务置备的复合物。第一个服务是一个普遍存在的最小的内核，或微内核，直接控制该节点的硬件。第二个服务是协调节点的独立的和协同的活动系统管理组件的更高级别的集合。这些组件抽象微内核功能，和支持用户应用程序。
分布式操作系统是分布式软件系统的重要组成部分，负责管理分布式处理系统资源、控制分布式程序运行等。
分布式软件系统是支持分布式处理的软件系统，包括分布式操作系统、分布式程序设计语言及其编译(解释)系统、分布式文件系统和分布式数据库系统等。